# Б-68 (футбольный клуб)
«Б-68» — фарерский футбольный клуб, играющий в деревне Тофтир.
После выхода в премьер-лигу в 1980 году, команда трижды становилась чемпионом (1984, 1985, 1992). В 2004 году «Б-68» покинула сильнейший дивизион. В 2005 году клуб с 1-го места вернулся в премьер-лигу, однако в следующем сезоне вновь покинул класс сильнейших. В 2007 году «Б-68» легко выиграл первый дивизион и снова вышел в элиту.
В сезоне-2008 клуб занял 6-е место (из 10 команд) в Премьер-Лиге (Formuladeildin). В сезоне-2009 команда заняла 5-е место.

## Достижения
- Чемпион Фарерских островов: 3
  - 1984, 1985, 1992
- Победитель Первого дивизиона Фарерских островов: 2005, 2007, 2013

## В еврокубках

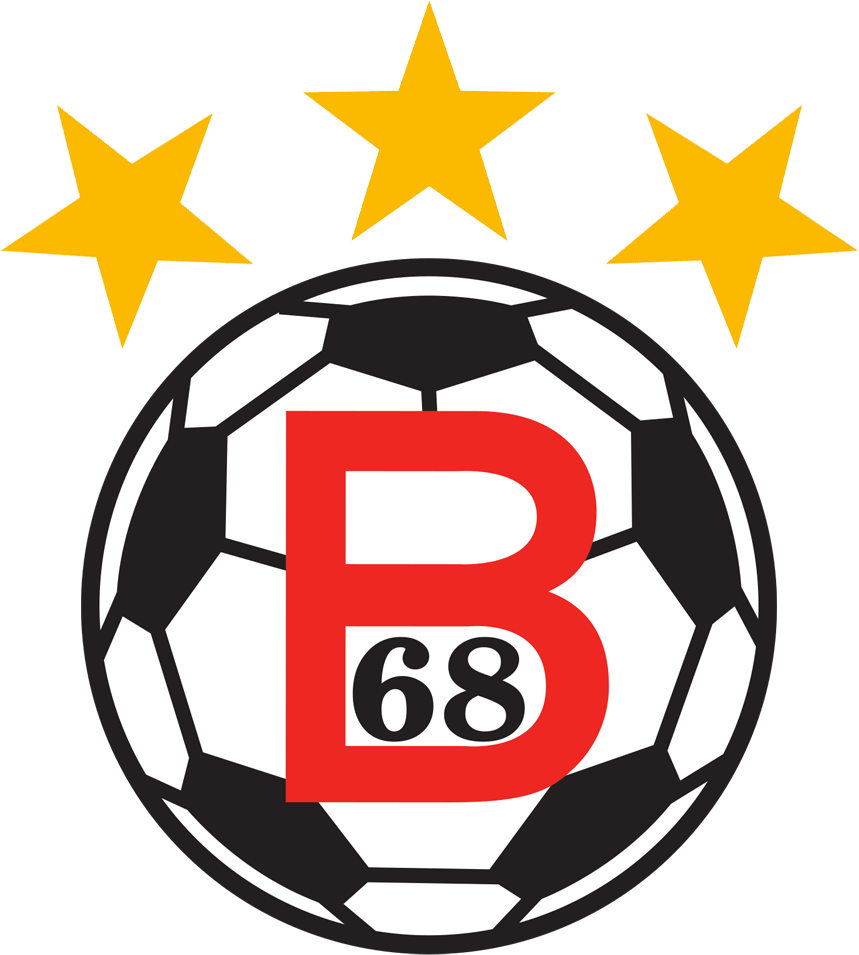
Логотип «Б68» в 2002—2004 годах

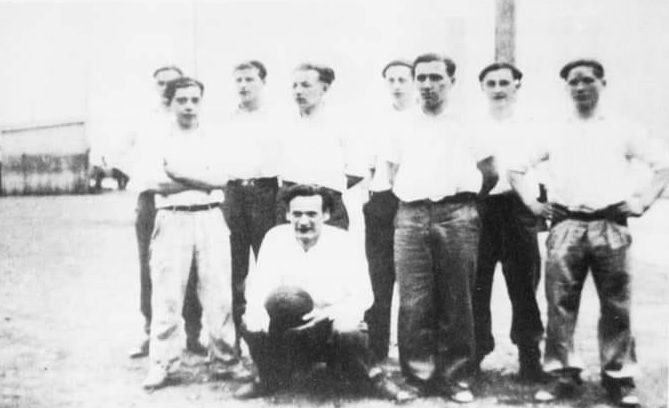
Состав клуба «Зиг-Заг» (предшественника «Б68»)

| Сезон   | Соревнование    | Раунд                      |                 | Противник         | Результаты |
| ------- | --------------- | -------------------------- | --------------- | ----------------- | ---------- |
| 1993/94 | Лига Чемпионов  | Квалификация               | Хорватия        | Динамо (Загреб)   | 0-5, 0-6   |
| 1996    | Кубок Интертото | 1                          | Австрия         | Линц              | 0-4        |
| 1996    | Кубок Интертото | 1                          | Республика Кипр | Аполлон (Лимасол) | 1-4        |
| 1996    | Кубок Интертото | 1                          | Германия        | Вердер            | 0-2        |
| 1996    | Кубок Интертото | 1                          | Швеция          | Юргорден          | 1-5        |
| 2001    | Кубок Интертото | 1                          | Бельгия         | Локерен           | 2-4, 0-0   |
| 2002    | Кубок Интертото | 1                          | Швейцария       | Санкт-Галлен      | 1-5, 0-6   |
| 2004/05 | Кубок УЕФА      | 1-й Квалификационный раунд | Латвия          | Вентспилс         | 0-3, 0-8   |